# Rongères
Rongères ist eine französische Gemeinde mit 552 Einwohnern (Stand 1. Januar 2022) im Département Allier in der Region Auvergne-Rhône-Alpes (vor 2016 Auvergne). Sie gehört zum Arrondissement Vichy und zum Kanton Saint-Pourçain-sur-Sioule.

## Geografie
Rongères liegt etwa 26 Kilometer nordnordöstlich von Vichy. An der nördlichen Gemeindegrenze verläuft das Flüsschen Valençon. Umgeben wird Rongères von den Nachbargemeinden Montoldre im Norden, Boucé im Nordosten und Osten, Langy im Südosten und Süden, Créchy im Südwesten sowie Varennes-sur-Allier im Westen und Nordwesten.
Durch die Gemeinde führt die Route nationale 7.

## Bevölkerungsentwicklung
| Jahr                       | 1962 | 1968 | 1975 | 1982 | 1990 | 1999 | 2006 | 2011 | 2019 |
| Einwohner                  | 465  | 444  | 430  | 509  | 570  | 566  | 537  | 585  | 550  |
| Quellen: Cassini und INSEE |      |      |      |      |      |      |      |      |      |

## Sehenswürdigkeiten
- Kirche Sainte-Marie-Marguerite
- Schloss Le Méage

Siehe auch: Liste der Monuments historiques in Rongères

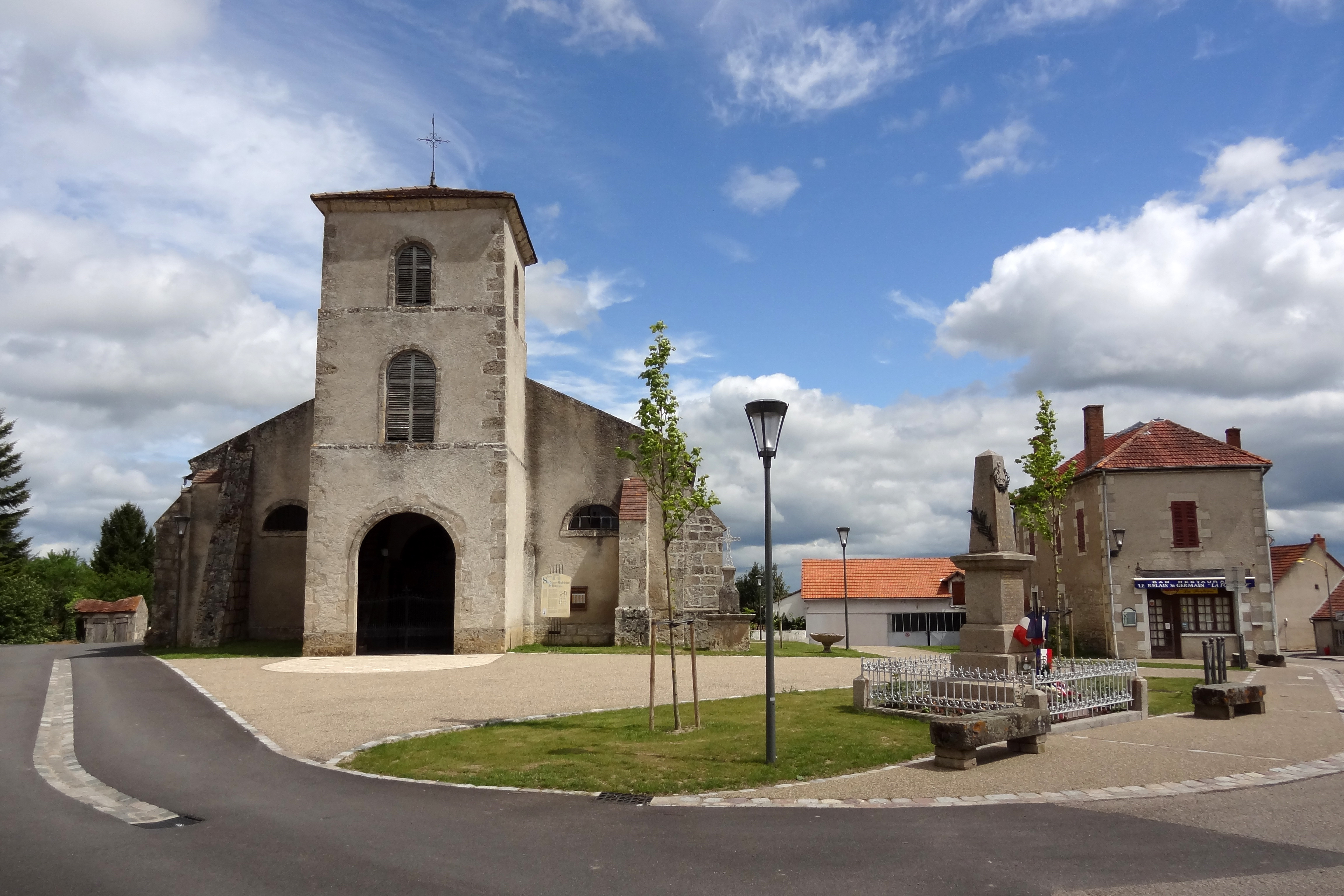
Kirche Sainte-Marie-Madeleine
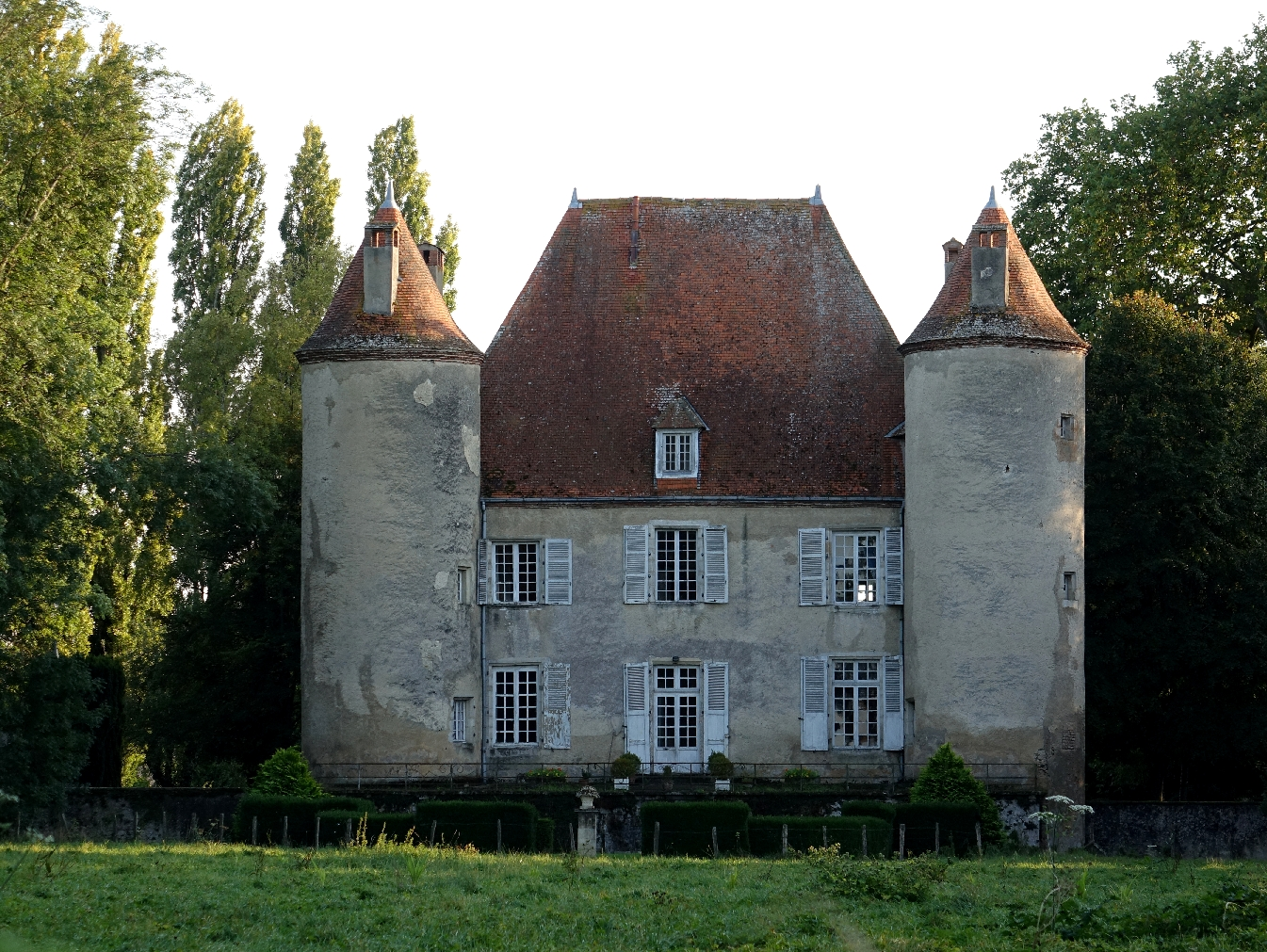
Schloss Méage
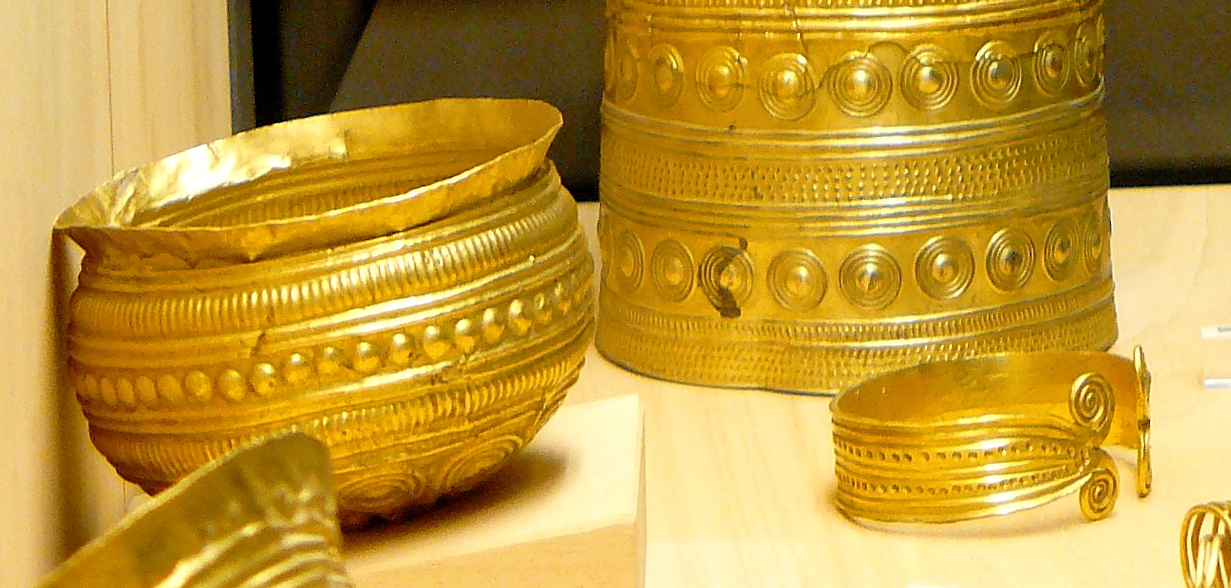
Schatz von Rongères